# Louis Jacques Thénard
Louis Jacques Thénard (ur. 4 maja 1777 w La Louptière, zm. 21 czerwca 1857 w Paryżu) – francuski chemik, członek Francuskiej Akademii Nauk, profesor na uniwersytecie i politechnice w Paryżu.
Thénard w 1808 roku odkrył bor (w tym samym czasie dokonali tego także Humphry Davy i Joseph Louis Gay-Lussac), a w 1818 roku – nadtlenek wodoru. Zbadał wpływ światła na reakcję chloru z wodorem w 1809 roku. W tym samym roku stwierdził, że siarka jest pierwiastkiem chemicznym. W 1799 roku otrzymał pigment zwany od jego nazwiska „błękitem Thénarda”.

## Upamiętnienie
Jego nazwisko pojawiło się na liście 72 nazwisk na wieży Eiffla.